# 129550 Fukuten
129550 Fukuten è un asteroide della fascia principale. Scoperto nel 1996, presenta un'orbita caratterizzata da un semiasse maggiore pari a 2,3218731 UA e da un'eccentricità di 0,2397749, inclinata di 2,70656° rispetto all'eclittica.